# Église du Cénacle
L'église du Cénacle (chiesa del Cenacolo) est une église du centre historique de Naples située corso Vittorio Emanuele. Elle est à proximité de l'église Santa Maria Apparente (dont elle est une filiale) et de l'église Santa Caterina da Siena. Elle est placée sous le vocable du Cénacle.

## Histoire et description
Si c'est aujourd'hui une des églises de Naples les plus remarquables qui soit en style néoclassique du XIXe siècle, elle n'était à l'origine qu'une chapelle pour une maison de retraite de personnes âgées. Par la suite l'église a connu des agrandissements qui ont en particulier concerné sa façade.
L'extérieur est entièrement en tuf. L'entrée est précédée de quatre colonnes doriques.
L'intérieur s'inscrit dans un plan rectangulaire. Il est caractérisé par des bas-reliefs, remarquables notamment sur le maître-autel. Ce fut la première église napolitaine à être complètement gérée par des laïcs.

## Illustrations

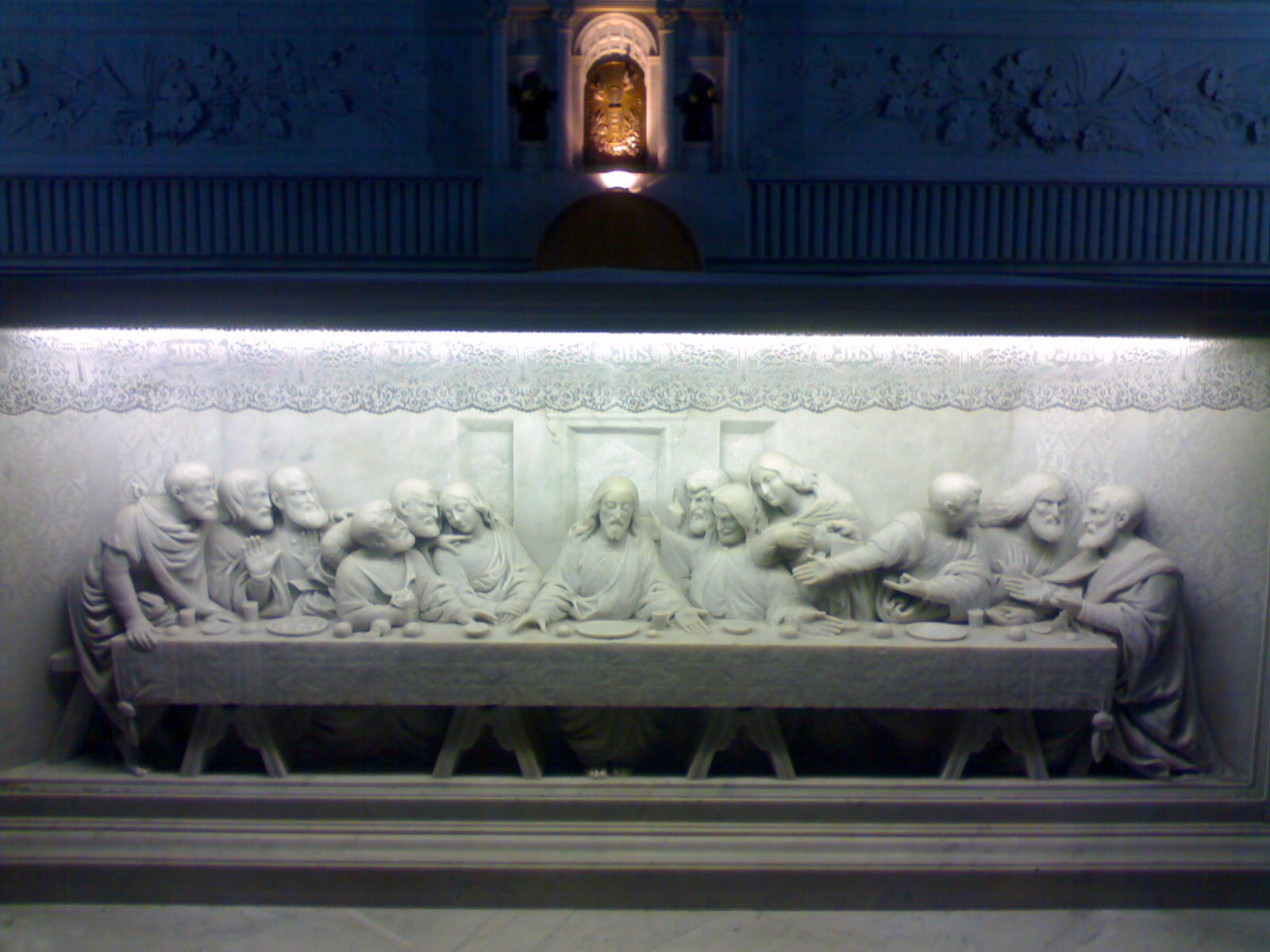
Détail d'un bas-relief, La Dernière Cène
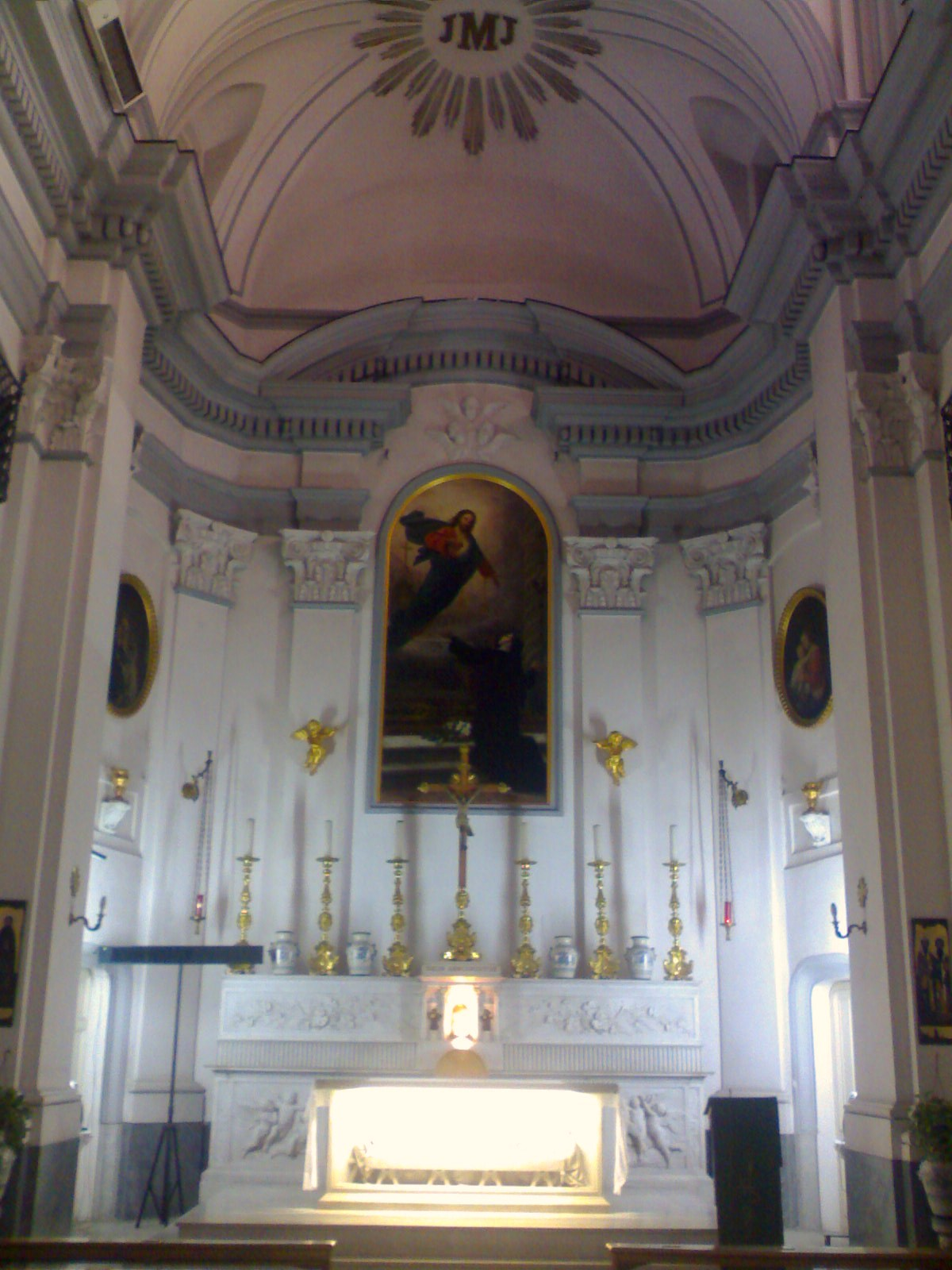
Autel surmonté d'un tableau du Sacré Cœur avec sainte Marguerite-Marie